# Kjartan Sturluson
Kjartan Sturluson (født 27. december 1975) er en islandsk tidligere fodboldspiller (målmand).
På klubplan tilbragte Sturluson hele sin aktive karriere, fra 1995 til 2010, i hjemlandet. Her var han tilknyttet først Fylkir og siden Valur. Han nåede at spille næsten 300 kampe i den islandske liga.
Sturluson blev desuden noteret for syv kampe for Islands landshold.